# Rainer Masera
Rainer Stefano Masera (Como, 6 maggio 1944) è un banchiere ed economista italiano, Ministro del bilancio e della programmazione economica dal 17 gennaio 1995 al 12 gennaio 1996 nel Governo Dini, occupandosi della delega al coordinamento delle politiche dell'Unione europea.

## Biografia
Si è laureato nel 1967 in Scienze Statistiche e Demografiche presso l'Università La Sapienza di Roma, e nel 1969 ha conseguito il dottorato di ricerca in Economia presso l'Università di Oxford con la supervisione del premio Nobel John Hicks. Ha ricevuto una laurea honoris causa in scienze internazionali e diplomatiche presso la Facoltà di Scienze Politiche dell'Università degli Studi di Torino nel 2001.

### Principali incarichi
Attualmente è preside della Facoltà di economia e professore ordinario di Politica Economica presso l'Università telematica "Guglielmo Marconi" membro del comitato scientifico dell'Università Europea di Roma, della direzione scientifica della Rivista Trimestrale di Diritto dell'Economia, della Commissione Consultiva Bilancio e Patrimonio di Fondazione Roma, del Comitato Scientifico di Assonebb e dell'Istituto Nazionale dei Revisori Legali.
Ha svolto attività di insegnamento presso l'Università di Oxford, l'Università di Basilea, l'Università La Sapienza di Roma, l'Università di Bergamo, la SDA Bocconi School of Management di Milano, la Libera università internazionale degli studi sociali Guido Carli (Luiss) di Roma, l'Università Sciences Po di Parigi e l'Università degli Studi Guglielmo Marconi di Roma.
Dal 1971 al 1975 è stato Executive Officer della Banca dei Regolamenti Internazionali di Basilea.
Dal 1975 al 1988 è stato Capo del Servizio Studi e Direttore Centrale della Ricerca Economica della Banca d'Italia.
Dal 1988 al 1998 è stato Direttore Generale dell'Istituto Mobiliare Italiano.
Dal 1998 al 2004 è stato Amministratore Delegato e Presidente del Gruppo SanPaoloIMI di Torino.
Dal 2004 al 2007 è stato Presidente di Rete Ferroviaria Italiana e Senior Director di Mercer Oliver Wyman.
Dal 2007 al 2008 è stato Chairman of Financial Institutions Group di Lehman Brothers Italia.
Nel 2007 è stato nominato tra i 5 saggi del Gruppo ad alto livello della Commissione europea per la revisione del processo Lamfalussy (IIMG).
Dal 2005 al 2012 è stato Capo della Delegazione Italiana della Commissione Intergovernativa per la Nuova Linea Ferroviaria Torino-Lione.
Nel 2009 è stato nominato Membro del Gruppo de Larosiére per la revisione della regolamentazione finanziaria in Europa.
Dal 2001 al 2013 è stato Membro Esperto del CdA della Banca Europea per gli Investimenti.
A fine luglio 2013 è stato nominato Presidente di Banca Marche: si è dimesso il 14 ottobre dello stesso anno per il mancato apporto di capitale del mondo imprenditoriale locale. La banca è stata successivamente commissariata.

### Ministro
A gennaio 1995 Lamberto Dini lo ha indicato come Ministro del bilancio e della programmazione economica nel governo da lui presieduto. Masera, come anche gli altri componenti dell'esecutivo, furono scelti in qualità di tecnici esterni ai partiti, sebbene l'esecutivo potesse contare su una maggioranza trasversale, comprendente tra gli altri il Partito Democratico della Sinistra, la Lega Nord e il Partito Popolare Italiano. Ha lasciato l'incarico dimettendosi il 12 gennaio 1996, poche settimane dopo che il presidente del Consiglio aveva presentato le proprie. Il governo Dini rimase comunque in carica fino a maggio di quell'anno.

## Onorificenze
Nominato nel giugno 2003 Officier de la Légion d'Honneur dal Presidente della Repubblica francese.

## Principali pubblicazioni
Masera R. (1970). Multiperiod Expectations and the Term Structure of Interest Rates: Comment. The Quarterly Journal of Economics, vol. 84, issue 4, pp. 680–87
Masera R. (1972). The Term Structure of Interest Rates: an expectations model tested on post-war Italian data. Clarendon Press, Oxford. ISBN 0-19-828175-7
Masera R. (1979). Disavanzo pubblico e vincolo del bilancio. Banca Commerciale Italiana, Saggi di economia, Edizioni di Comunità, Milano. ISBN 88-245-0118-4
Masera R., Triffin R. (eds) (1984). Europe's money: problems of European monetary co-ordination and integration. Clarendon Press, Oxford. ISBN 0-19-828483-7
Masera R. (1986). Per il risanamento della finanza pubblica in Italia: quattro
argomentazioni. Rivista di Politica Economica, No. 3, SIPI, Roma, pp. 347 e ss. ISSN 0035-6468
Masera R. (1987). An increasing role for the ECU: a character in search of a script. Collezione Essays in International Finance, No. 167, Princeton University. ISBN 0-88165-074-9
Masera R. (1987). L'unificazione monetaria e lo SME: l'esperienza dei primi otto anni. Il Mulino, Bologna. ISBN 88-15-01524-8
Masera R. e Rossi S. (1993). La bilancia dei pagamenti. I conti con l'estero dell'Italia, la lira, i problemi dell'Unione monetaria europea. CEDAM, Padova. ISBN 88-13-17853-0
Masera R. (2005). Rischio, banche, imprese: i nuovi standard di Basilea. Finanza e mercati, Il Sole 24 Ore, Milano. ISBN 88-8363-655-4
Masera R. (2006). La corporate governance nelle banche. Collana Itinerari, Il Mulino, settembre. ISBN 88-15-11379-7
Masera R. (2008). Core, mantle, and industry: a monetary perspective of banks' capital standard. In Scazzieri R., Sen A. and Zamagni S. (eds). Markets, Money and Capital. Cambridge University Press, Cambridge, pp. 225–251. ISBN 978-0-5218-7321-5
Masera R. (ed) (2009). The Great Financial Crisis. Economics, Regulation and Risk. Bancaria Editrice, Roma. ISBN 978-88-449-0424-1
Masera R. (ed) (2010). Saggi sulla metodologia della ricerca in economia. Università degli Studi G. Marconi, Gangemi Editore, Roma, ISBN 978-88-492-1954-8.
Masera R. (2012). Infrastrutture e loro finanziamento in Europa: implicazioni per il “fiscal compact”. Bancaria, 6/2012, pp. 2–21. ISSN 0005-4623
Masera R. (2012). CRAs: problems and perspectives. Analisi Giuridica dell'Economia, Studi e discussioni sul diritto d'impresa, N. 2/2012, pp. 425–439. ISSN 1720-951X
Masera R. (2012). Risk, Regulation and Supervision of Financial Systems: US and Eurozone solutions. Zeitschrift für öffentliches Recht (ZöR), 67, Issue 2, pp 251–280. ISSN 0948-4396
Masera R. (2013). Corporate governance, compliance e risk management nelle grandi banche internazionali: attività illegali e illecite, multe, indennizzi e processi penali. Rivista Trimestrale di Diritto dell'economia, 2/2013, pp. 84–109. ISSN 2036-4873
Masera R. (2013). US Basel III Final Rule on Banks'
Capital Requirements: a “Different-Size-Fits-All” Approach. PSLQR, 66(267): pp. 387–402.
Masera R. (2016). Sfide e opportunità della regolamentazione bancaria: diversità, proporzionalità e stabilità, Ecra, Roma, ISBN 978-88-655-8201-5.
Masera R. (2019). Community banks e banche del territorio: si può colmare lo iato sui due lati dell’Atlantico?, Ecra, Roma, ISBN 978-88-655-8305-0.
Masera R. (2021). Per una vera proporzionalità nella regolazione bancaria dell’Unione Europea, Ecra, Roma, ISBN 978-88-655-8405-7.